# Дача (фильм)
«Дача» — советский художественный полнометражный цветной фильм, снятый Константином Воиновым на киностудии «Мосфильм» в 1973 году.

Премьера состоялась 18 июня 1973 года.

## Сюжет
Супруги Егор и Анна Петровы давно копили деньги на дачу. Облюбовав домик за невысокую цену, они сразу же решили внести аванс, но тут Петров обнаружил пропажу скопленных на покупку дачи и натуго перевязанных купюр, суммой ни много ни мало — четыре тысячи рублей. Однако он виду не подал и, чтобы не расстраивать любимую жену Аню, которая так мечтала о даче, решил обратиться к друзьям за помощью, но за что бы он ни взялся, всё доходило до весьма неприятных крайностей. Анна Петрова успела познакомиться со всеми соседями, которые впоследствии и помогли ей решить денежную проблему, но тут ещё одна незадача: устанавливая печку, рабочие разломали дом в щепки, но Петрова чудом осталась цела. Узнав, что муж потерял деньги, Анна приходит в отчаяние — нет ни дачи, ни денег. Друзья Петровых идут им на помощь и дают взаймы им нужную сумму, после чего Егор Петров вспоминает, что оставил деньги на холодильнике у хозяев дачи. Когда они с женой приезжают к их дому, то видят, как четырёхлетная дочка хозяев разбрасывает их денежные купюры с балкона.

## В ролях
- Лидия Смирнова — Анна Петрова, покупательница дачи
- Александр Вокач — Егор Тимофеевич Петров, муж Анны, покупатель дачи
- Людмила Шагалова — Марья Михайловна, соседка Петровых по даче
- Николай Парфёнов — Александр Васильевич, муж Марьи Михайловны, сосед Петровых по даче
- Евгений Евстигнеев — Фёдор, художник, сосед Петровых по даче
- Людмила Гурченко — Лера, «Степаныч», жена Фёдора, соседка Петровых по даче
- Клара Лучко — Ксения, знакомая и соседка Петровых по даче
- Анатолий Папанов — Павел, муж Ксении, знакомый и сосед Петровых по даче
- Олег Табаков — Юрий, продавец дачи Петровым
- Роза Макагонова — Елена, жена Юрия, архитектор
- Владимир Басов — Николай, собаковод, сосед Петровых по даче
- Георгий Юматов — Травников, сосед Петровых по даче
- Николай Граббе — Василий Васильевич, начальник Петрова
- Станислав Чекан — шофёр
- Александр Коняшин — пчеловод, сосед Петровых по даче
- Е. Николаева — работница сберкассы
- Пётр Полев — посетитель сберкассы
- Зоя Степанова — Любовь Петровна, секретарь Василия Васильевича
- Лена Рындакова — дочка Юрия и Елены

## Съёмочная группа
- сценарий Константина Воинова при участии Леонида Лиходеева
- постановка Константина Воинова
- главный оператор — Леонид Крайненков
- главный художник — Георгий Колганов
- композитор — Ян Френкель
- дирижёр — Эмин Хачатурян
- директор картины — Лев Кушелевич